# Marianna Nagy (konståkare)
Marianna Nagy, född 13 januari 1929 i Szombathely, död 5 mars 2011 i Budapest, var en ungersk konståkare.
Hon blev olympisk bronsmedaljör i konståkning vid vinterspelen 1952 i Oslo och vinterspelen 1956 i Cortina d'Ampezzo.